# Cúp bóng đá Fiji
Cúp bóng đá Fiji hay Fiji Football Association Cup Tournament (Fiji FACT) là một giải đấu bóng đá tổ chức tại Fiji bởi Hiệp hội bóng đá Fiji. Giải đấu là ý kiến của Thư ký J.D. Maharaj, và sau này được tổ chức để gây quỹ cho Hiệp hội sau suy thoái kinh tế ở cuối thập niên 1980. Giải đấu được tổ chức thường niên kể từ năm 1991.

## Đội vô địch Fiji FACT
| Năm  | Địa điểm     | Vô địch   | Á quân      | Tỉ số        | Ghi chú       |
| ---- | ------------ | --------- | ----------- | ------------ | ------------- |
| 1991 | Ba           | Ba        | Labasa      | 1 - 0        | -             |
| 1992 | Labasa       | Labasa    | Nadroga     | 1 - 0        | -             |
| 1993 | Nadi         | Nadroga   | Tavua       | 2 - 0        | -             |
| 1994 | Rewa         | Tavua     | Suva        | 1 - 0        | -             |
| 1995 | Labasa       | Suva      | Labasa      | 4 - 0        | -             |
| 1996 | Nadi         | Nadi      | Lautoka     | 4 - 0        | -             |
| 1997 | Rewa         | Ba/Labasa | -           | 0 - 0        | Vô địch chung |
| 1998 | Rewa         | Ba        | Nadi        | 3 - 0        | -             |
| 1999 | Labasa       | Labasa    | Lautoka     | 2 - 1        | -             |
| 2000 | Nadi         | Lautoka   | Nadroga     | 2 - 0        | -             |
| 2001 | Nadroga      | Nadroga   | Labasa      | 7 - 6        | Đá luân lưu   |
| 2002 | Lautoka      | Lautoka   | Nasinu      | 3 - 2        | Đá luân lưu   |
| 2003 | Rewa         | Navua     | Rewa        | 1 - 0        | -             |
| 2004 | Nadi         | Ba        | Navua       | 2 - 0        | -             |
| 2005 | Nadi         | Ba        | Nadi        | 1 - 0        | -             |
| 2006 | Suva         | Ba        | Labasa      | 3 - 0        | -             |
| 2007 | Ba           | Ba        | Labasa      | 1 - 0        | -             |
| 2008 | Suva         | Navua     | Labasa      | 1 - 0        | -             |
| 2009 | Suva         | Navua     | Lautoka     | 2 - 1        | -             |
| 2010 | Lautoka      | Ba        | Navua       | 1 - 0        | -             |
| 2011 | Lautoka      | Rewa      | Labasa      | 1 - 0        | -             |
| 2012 | Ba           | Suva      | Ba          | 1 - 0        | -             |
| 2013 | Suva, Nadi   | Nadi      | Ba          | 3 - 1        | -             |
| 2014 | Nausori      | Nadi      | Suva        | 1 - 0 (h.p.) | -             |
| 2015 | Nadi         | Labasa    | Rewa        | 2 - 0        | -             |
| 2016 | Labasa, Suva | Nadi      | Suva        | 3 - 0        | Đá luân lưu   |
| 2017 | Rewa         | Rewa F.C. | Nadi F.C.   | 1 - 0        |               |
| 2018 | Rewa         | Rewa F.C. | Labasa F.C. | 5 - 3        | Đá luân lưu   |

## Các đội bóng thành công nhất
| Đội bóng     | Số lần vô địch | Số lần á quân | Ghi chú                     |
| ------------ | -------------- | ------------- | --------------------------- |
| Ba F.C.      | 8              | 2             | Một danh hiệu chia sẻ chung |
| Labasa F.C.  | 4              | 7             | Một danh hiệu chia sẻ chung |
| Nadi F.C.    | 4              | 2             | -                           |
| Navua F.C.   | 3              | 2             | -                           |
| Lautoka F.C. | 2              | 3             | -                           |
| Nadroga F.C. | 2              | 2             | -                           |
| Suva F.C.    | 2              | 3             | -                           |
| Rewa F.C.    | 1              | 2             | -                           |
| Tavua F.C.   | 1              | 1             | -                           |
| Nasinu F.C.  | 0              | 1             | -                           |

## Cúp bóng đá Fiji Vodafone 2013

### Vòng Một

#### Ngày 1
| Lautoka F.C.     | 2 – 1 | Navua |
| ---------------- | ----- | ----- |
| Avinesh, Anthony |       | Boko  |

| Rewa   | 1 – 0 | Nadi F.C. |
| ------ | ----- | --------- |
| Prasad |       |           |

| Ba F.C.         | 3 – 0 | Nadroga |
| --------------- | ----- | ------- |
| Zahid x2, Swamy |       |         |

| Suva          | 2 – 0 | Labasa F.C. |
| ------------- | ----- | ----------- |
| Kumar, Drudru |       |             |